# Академия СКА
«Академия СКА» — молодёжная хоккейная команда из Санкт-Петербурга. До сезона 2023/24 называлась «СКА-Варяги» и базировалась в посёлке имени Морозова Ленинградской области. До сезона 2025/26 носила название «Академия СКА-Юниор» и базировалась в Красногорске Московской области.
Выступает в чемпионате Молодёжной хоккейной лиги. Домашние матчи проводит в «Хоккейном городе». Создана в 2014 году на базе хоккейной школы «Варяги» и с сезона 2014/15 входит в систему СКА.

## Результаты выступления в ПервенствеМХЛиНМХЛ
И — количество проведенных игр, В — выигрыши в основное время, ВО — выигрыши в овертайме, ВБ — выигрыши в послематчевых буллитах, ПО — проигрыши в овертайме, ПБ — проигрыши в послематчевых буллитах, П — проигрыши в основное время, О — количество набранных очков, Ш — соотношение забитых и пропущенных голов, РС — место по результатам регулярного сезона
| Сезон   | И   | В   | ВО | ВБ | ПБ | ПО | П   | О   | Ш       | РС | Плей-офф                                             |
| ------- | --- | --- | -- | -- | -- | -- | --- | --- | ------- | -- | ---------------------------------------------------- |
| 2014/15 | 64  | 28  | 5  | 4  | 3  | 2  | 22  | 107 | 200-189 | 7  | Проиграли во втором раунде: 3-1 Дмитров, 1-3 Россошь |
| 2015/16 | 44  | 20  | 0  | 3  | 1  | 1  | 19  | 68  | 138-131 | 6  | Проиграли в первом раунде: 0-3 Юность                |
| 2017/18 | 36  | 23  | 1  | 0  | 3  | 2  | 7   | 76  | 143-77  | 3  | Проиграли во втором раунде: 1-3 Локо-Юниор           |
| 2018/19 | 64  | 31  | 2  | 4  | 0  | 3  | 24  | 77  | 189-136 | 8  | Проиграли в первом раунде: 1-3 СКА-1946              |
| 2019/20 | 54  | 16  | 1  | 5  | 2  | 4  | 36  | 50  | 136-214 | 15 | —                                                    |
| Всего   | 262 | 118 | 9  | 16 | 9  | 12 | 108 | 378 | 806-747 |    |                                                      |

## Участники Кубка Поколения
| Игрок            | Год  | Амплуа     | Выступал под номером |
| ---------------- | ---- | ---------- | -------------------- |
| Новожилов Павел  | 2015 | Нападающий | 24                   |
| Акимов Николай   | 2015 | Тренер     |                      |
| Кора Артём       | 2016 | Нападающий | 14                   |
| Кевлин Станислав | 2016 | Нападающий | 21                   |

## Арена
Домашняя арена клуба — «Хоккейный город». Ранее выступали на ледовой арене «Хорс» (760 мест), в сезонах 2018/19 и 2019/20 — в «Хоккейном городе», до сезона 2025/26 — на «Красногорск Арене».